# Luca Clemenza
Luca Clemenza (* 9. Juli 1997 in Cittiglio) ist ein italienischer Fußballspieler.

## Karriere

### Verein
Clemenza begann seine Laufbahn beim FC Arzignano Valchiampo und der UC Montecchio Maggiore, bevor er zu Vicenza Calcio wechselte. 2011 schloss er sich der Jugend des italienischen Rekordmeisters Juventus Turin an. Nach sechs Jahren bei den Turinern wurde er zur Saison 2017/18 an den Zweitligisten Ascoli Picchio FC 1898 ausgeliehen. Er gab sein Debüt in der Serie B, der zweithöchsten italienischen Spielklasse, am 26. August 2017 (1. Spieltag) beim 2:3 gegen die AS Cittadella, als er in der 62. Minute für Gianmarco De Feo eingewechselt wurde. Bis Saisonende kam er zu 28 Ligaeinsätzen für Ascoli, wobei er zwei Tore erzielte. Als 18. qualifizierte man sich für die Relegation um den Klassenerhalt gegen den Ligakonkurrenten Virtus Entella. Hin- und Rückspiel endeten jeweils 0:0, durch die bessere Platzierung in der regulären Spielzeit verblieb Ascoli Picchio in der Serie B.
Nach Leihende wurde Clemenza zur folgenden Saison 2018/19 erneut verliehen, diesmal an den Zweitligisten Calcio Padova. Bis Saisonende absolvierte er 22 Partien in der Serie B, wobei er zwei Tore schoss. Der Liganeuling beendete die Spielzeit auf dem 17. Rang und stieg direkt wieder in die Serie C ab.
Zur Saison 2019/20 kehrte er zu Juventus Turin zurück und spielte bis Januar 2020 19-mal für die U23 in der Gruppe A der Serie C (zwei Tore), der dritthöchsten italienischen Spielklasse. Zudem wurde erstmals die Coppa Italia Serie C gewonnen, der interne Ligapokal der Serie C; Clemenza erzielte im Achtelfinale ein Tor, verpasste das Halbfinal-Rückspiel und das Endspiel allerdings aufgrund seines folgenden Wechsels auf Leihbasis zum Zweitligisten Delfino Pescara 1936 im Winter 2020. Bis Saisonende kam er zu 14 Partien für Pescara (ein Tor). Als 17. qualifizierte sich die Mannschaft für die Abstiegsrelegation gegen den Ligakonkurrenten AC Perugia Calcio. Nach Hin- und Rückspiel resultierte ein 3:3, im anschließenden Elfmeterschießen gewann Pescara mit 4:2.
Zur Saison 2020/21 wurde Clemenza vom Schweizer Erstligisten FC Sion fest verpflichtet. Er debütierte in der Super League, der höchsten Schweizer Spielklasse, am 25. November 2020 (5. Spieltag) beim 2:0 gegen den Servette FC, als er in der Startelf stand und beide Tore vorbereitete. Bis zum Ende der Saison spielte er 14-mal in der Super League für die Sittener, wobei er ein Tor erzielte; außerdem kam er zu einem Einsatz im verlorenen Achtelfinale des Schweizer Cup gegen den FC Aarau. Die meisten Partien verpasste er allerdings verletzt. Die Ligaspielzeit wurde auf dem 9. Rang beendet, in der folgenden Relegation gegen den FC Thun gewann die Mannschaft nach Hin- und Rückspiel mit 6:4 und erreichte den Klassenerhalt.

### Nationalmannschaft
Clemenza absolvierte zwischen 2012 und 2018 insgesamt vier Partien für italienische Juniorennationalmannschaften.